# سوق المحمل
سوق المحمل، تأسس مركز المحمل في أواخر الثمانينات القرن الماضي على مساحة إنشائية تقارب الثلاثة عشرة الف متر مربع، وقد تم تصميمه لتمكين تجار التجزئة من تلبية احتياجات العملاء والمستهلكين بشكل يومي تحت سقف واحد، حيث راعت إدارة المركز في إنشائه توفير سبل الراحة للتاجر والعميل على حد سواء، وذلك من خلال توفير مسجد خاص بالمركز، ومواقف داخلية خاصة، ومناظر طبيعية من مساحات خضراء ونوافير.
تأسس مركز المحمل في قلب منطقة البلد لما لهذه المنطقة من تاريخ عريق لقربها من ميناء جدة الإسلامي، حيث كان يتم تسليم كسوة الكعبة القادمة من مصر على محمل في تلك المنطقة؛ و لهذا فقد سُمي مركز المحمل بهذا الاسم.
تم إنشاء مركز المحمل بالعاصمة التجارية للمملكة العربية السعودية - جدة في عام 1987 بهدف التأثير على أنماط ومعايير الحياة لإعداد تجارة التجزئة، وقد تم تصميمه لتمكين تجار التجزئة من تلبية احتياجات المستهلكين يوميا. ويقدم المعرض مجموعة واسعة ومتنوعة من البضائع بالإضافة إلى توفير تغطية واسعة لمواقف السيارات والتسهيلات لراحة كل من المتسوقين وتجار التجزئة